# Ceratophrys ornata
Pour les articles homonymes, voir Grenouille cornue.
Espèce
Synonymes
- Uperodon ornatum Bell, 1843
- Trigonophrys rugiceps Hallowell, 1857 "1856"
- Ceratophrys ensenadensis Rusconi, 1932 "1931"

Statut de conservation UICN

 NT  : Quasi menacé
Ceratophrys ornata est une espèce d'amphibiens de la famille des Ceratophryidae. En français, elle est nommée, Grenouille cornue d'Argentine ou Grenouille cornue de Bell ou Grenouille cornue ornée ou Escuerzo commun.

## Répartition
Cette espèce se rencontre jusqu'à 500 m d'altitude, :
- en Argentine dans la région des Pampas dans les provinces de Buenos Aires, de Córdoba, d'Entre Ríos, de La Pampa, de Mendoza et de Santa Fe ;
- en Uruguay dans les départements de Rocha et de San José ;
- au Brésil dans l'État du Rio Grande do Sul.

## Description

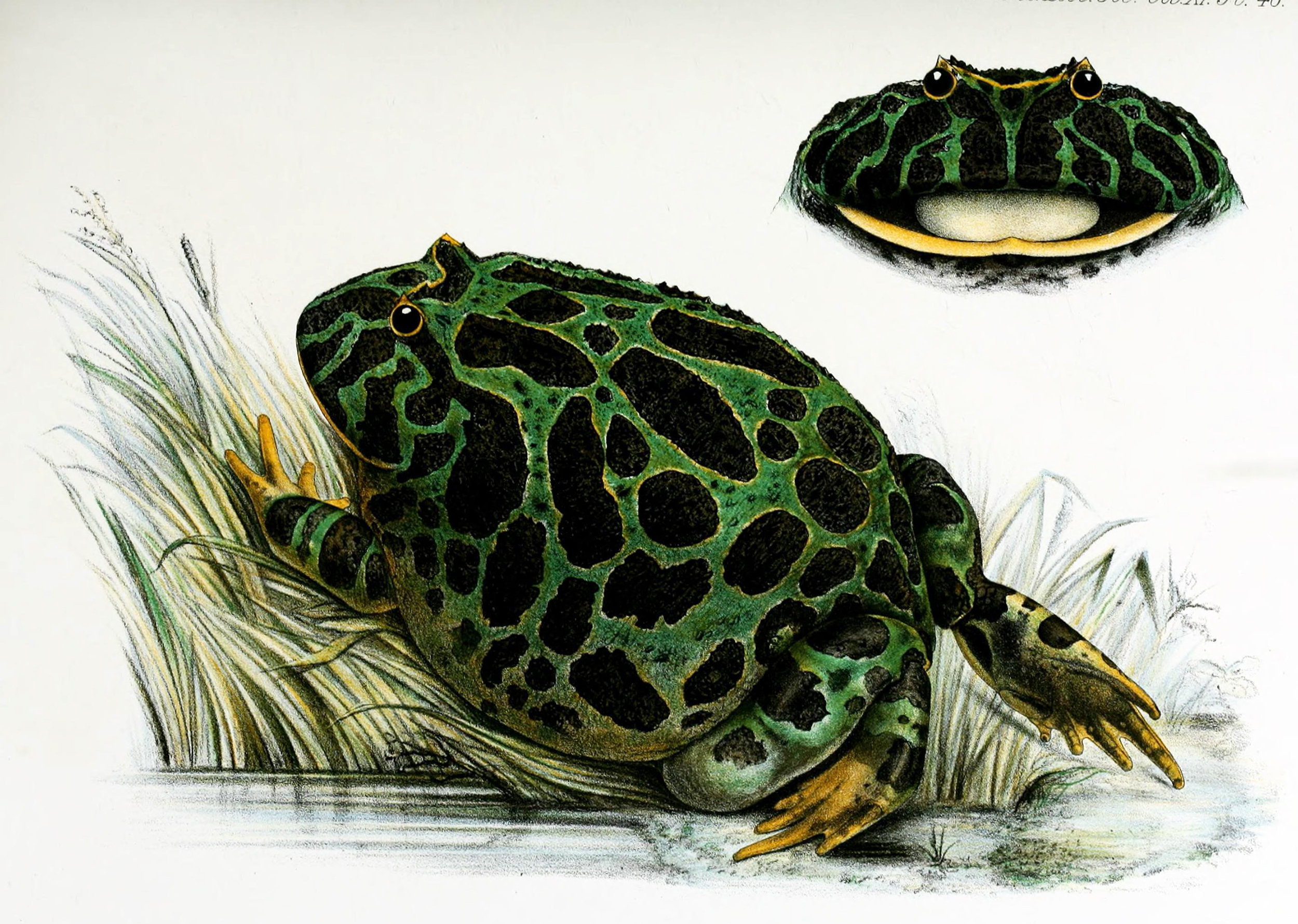
Ceratophrys ornata

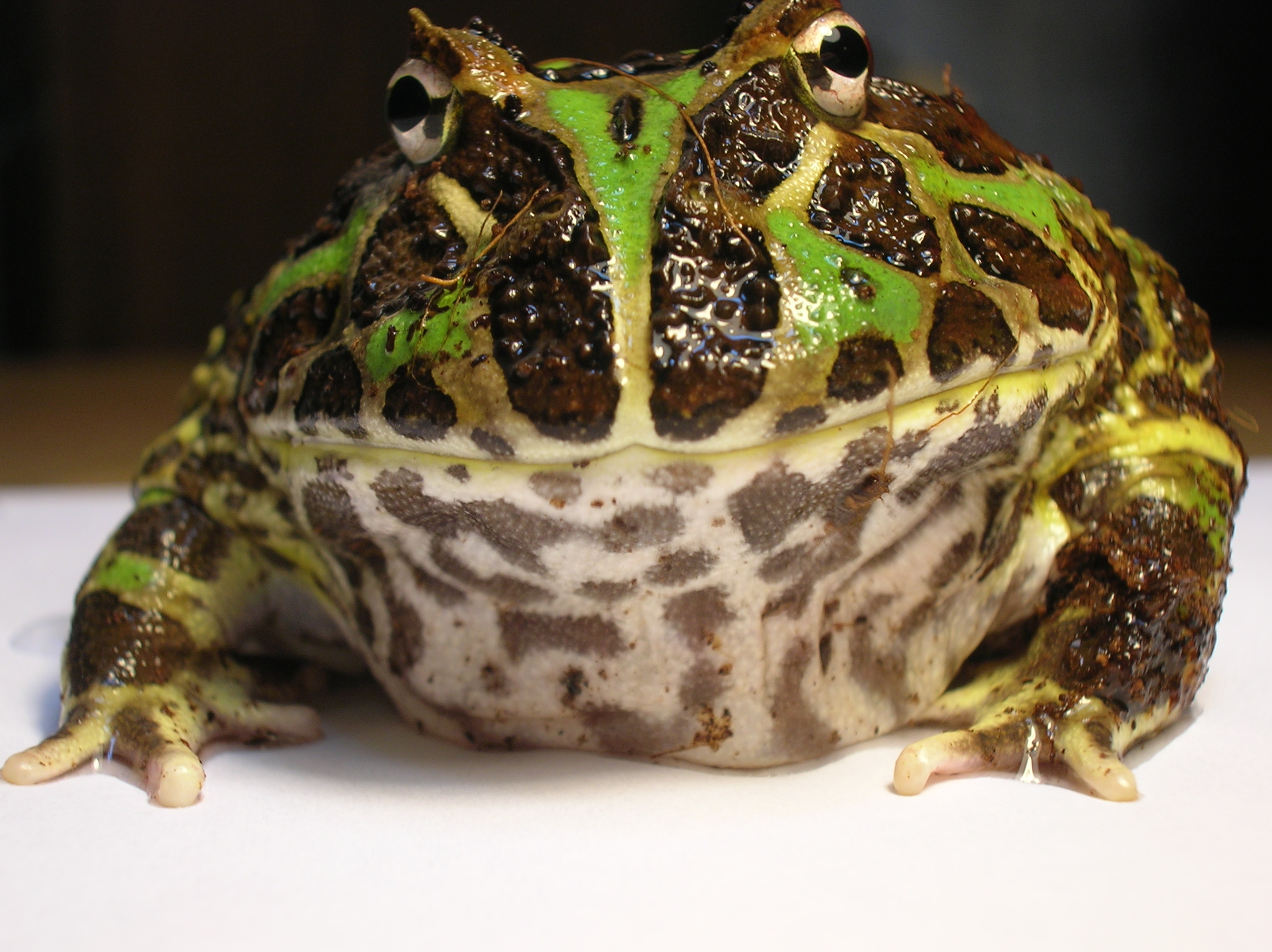
Ceratophrys ornata

Elle possède un corps bien en chair, une bouche immense et deux yeux saillants ressemblant à deux petites cornes au-dessus de la tête. Elle peut mesurer jusqu'à 12 cm de long (sans les pattes). Sa peau montre des taches de couleur verte et brillantes.

## Éthologie
Elle a l'habitude de se cacher en s'enterrant dans la boue, ou tout autre substrat humide, laissant uniquement ses yeux au-dehors. Elle reste totalement immobile et à l'affût d'une proie éventuelle qui passerait à sa portée. Elle saute alors hors de la vase et engloutit sa victime. Elle est capable d'avaler une petite souris. À la différence de la majorité des grenouilles, les têtards de cette espèce sont également prédateurs.

## Publication originale
- Bell, 1843 : The Zoology of the Voyage of H.M.S. Beagle Under the Command of Captain Fitzroy, R.N., during the Years 1832 to 1836, vol. 5, p. 1-51 (texte intégral).